# Yann L'Hénoret
Pour les articles homonymes, voir L'Hénoret.
Yann L'Hénoret est un documentariste français, né à Épinay-sur-Seine.
Il est le réalisateur de Dans l'ombre de Teddy Riner, en 2016, Emmanuel Macron, les coulisses d'une victoire en 2017 et Jean Paul Gaultier: Freak & Chic en 2018.  À partir de 2022, il devient pour Netflix showrunner de la saison 2 de Tour de France - Au coeur du Peloton et directeur artistique de L’Affaire Bettencourt - scandale chez la femme la plus riche du monde - nommés aux International Emmys. Il réalise en 2025 Tempête, une série documentaire couvrant les cinq derniers mois de Gérald Darmanin au ministère de l’intérieur, à la suite de la dissolution de juin 2024.

## Biographie
Après son baccalauréat, il étudie à l’université Paris 8 avant d’intégrer l’ECPA pendant son service militaire.
Il commence sa carrière en tant que cadreur sur les plateaux de diverses émissions de divertissement et de jeux, dont Fort Boyard.
En 1998, il se tourne vers la réalisation de reportages pour Canal+ : Le Journal de François Pécheux, C'est ouvert le samedi, Nulle part ailleurs.
En 1996, il lance en auto-production un documentaire au long cours, Le K Kounen, portrait du réalisateur Jan Kounen (inachevé à ce jour). Il filmera pour ce dernier D'autres mondes, un documentaire pour le cinéma sur le chamanisme shipibo (non crédité).
Dès 2000, il réalise les épisodes de différents séries documentaires (Fourchette et sac à dos et Les Chemins de l'école, pour France 5, Par avion et Dans tes yeux pour Arte, Le Monde de Jamy pour France 3). Il collabore également avec Olivia Mokiejewski au documentaire Une vie de cochon pour France 2 en 2012.
En 2013, le producteur Éric Hannezo (Black Dynamite production) lui propose la réalisation du documentaire Dans l'ombre de Teddy Riner pour Canal+. Seul avec sa caméra, il passe trois années auprès du judoka et livre le portrait intime du multiple champion du monde. Le film met en parallèle le récit de la vie du champion et son parcours en vue de la préparation des Jeux olympiques de Rio en 2016. On y croise notamment Tony Parker et Omar Sy.
Une première version de documentaire sera projetée hors compétition au Festival de Cannes le 21 mai 2016. Une version longue proposant des séquences inédites de Teddy Riner aux Jeux olympiques de Rio sort en Blu-ray et DVD en décembre 2016. La musique du documentaire est signée 20syl.
En septembre 2016, les producteurs Justine Planchon, Pierre-Antoine Capton (3e œil productions) et Éric Hannezo (Black Dynamite production) l’invitent à suivre la campagne présidentielle d’Emmanuel Macron. Seul pendant 8 mois, il suit quotidiennement l’équipe d’En marche! afin de raconter de l’intérieur cette campagne. Le documentaire Emmanuel Macron, les coulisses d'une victoire est terminé dans la nuit du second tour de l'élection présidentielle et diffusé le 8 mai 2017 sur TF1. Y apparaissent entre autres Brigitte Macron, Daniel Cohn-Bendit, François Bayrou, Marine Le Pen, François Fillon, Gérard Collomb, Sibeth Ndiaye, Ismael Emelien, Benjamin Griveaux, Jean-Marie Girier, Ludovic Chaker et Alexandre Benalla. Au total, il sera vu par 6 millions de téléspectateurs.
Le 9 mai 2018 sort en DVD la version longue inédite Le Candidat : Au cœur de la campagne d'Emmanuel Macron, plus politique et mettant davantage l’accent sur la relation d'Emmanuel Macron et de l’équipe d’En Marche! avec la presse durant la campagne.
En 2018, Yann L'Hénoret suit pendant plus de six mois le créateur Jean-Paul Gaultier dans sa préparation du Fashion Freak Show. Le documentaire Jean-Paul Gaultier: Freak & Chic met en images la vie du créateur, son enfance, la découverte de son homosexualité, l'amour pour son compagnon Francis Menuge qui meurt du Sida en 1990, ses différentes collaborations et la création des différents tableaux du Show. Il est diffusé le 19 décembre 2018 sur Canal +. On y croise Madonna, Nile Rodgers, Anna Wintour, Rossy de Palma, Micheline Presle, Catherine Deneuve, Catherine Ringer, Tonie Marshall et Marion Motin.
En 2022, le producteur Yann Le Bourbouac'h (QuadBox) le contacte pour la série documentaire L’affaire Bettencourt: Scandale chez la femme la plus riche du monde qui lève le voile sur les dernières années de  Liliane Bettencourt. Il conçoit et réalise les évocations en top shot qui illustrent les enregistrements effectués par le majordome et supervise l’habillage graphique de la série.
Il est ensuite showrunner de la docusérie Tour de France - Au coeur du Peloton qui suit plusieurs équipes cyclistes lors de l'édition 2022 de la course de vélo la plus éprouvante au monde. La série documentaire est produite par Yann Le Bourbouac'h pour QuadBox.
En 2025, il réalise Tempête, 100 jours de tournage seul avec les équipes de Gérald Darmanin alors ministre de l’intérieur. En trois épisodes de 30 minutes, sans commentaires ni interviews, il dépeint ce cabinet ministériel préparant la sécurisation des JO Paris 2024 alors que plusieurs événements viennent s'abattre sur celui-ci : l’évasion de Mohamed Amra, la crise en Nouvelle-Calédonie, mais surtout la dissolution décidée par Emmanuel Macron, suivie des élections législatives anticipées et de l’incertitude du remaniement. Le film raconte, d’avril à septembre 2024, le parcours d’un groupe resserré au sein du ministère le plus exposé dans cette période. Un ministre et son cabinet à qui tout souriait, mis en pièces en quelques semaines.

## Filmographie
- 2016 : Dans l'ombre de Teddy Riner, 90 mins et version DVD 120 mins
- 2017 : Emmanuel Macron, les coulisses d'une victoire, 90 mins
- 2018 : Le Candidat : Au cœur de la campagne d'Emmanuel Macron, version DVD 120 mins
- 2018 : Jean-Paul Gaultier: Freak & Chic, 90 mins
- 2024 : Tour de France - Au coeur du Peloton, 8 épisodes
- 2025 : Tempête, 3x30 mins